# Херрманн, Гюнтер (футболист, 1934)
Гюнтер Херрманн (нем. Günter Herrmann; 2 сентября 1934, Саарбрюккен, Территория Саарского бассейна — 7 ноября 2012) — немецкий футболист, нападающий. Выступал за сборную Саара.

## Клубная карьера
На клубном уровне известен по выступлениям за саарские клубы «Шпортфройнде 05» и «Саар 05». В составе «Шпортфройнде» отыграл два сезона в высшей лиге ФРГ, где провёл 55 матчей и забил 20 голов. В 1957 году перешёл в другой клуб высшей лиги «Саар 05», где выступал до 1963 года и провёл более 100 матчей.
После окончания игровой карьеры работал тренером, в том числе тренировал свои бывшие клубы «Шпортфройнде» и «Саар 05».

## Карьера в сборной
За сборную Саара провёл единственный матч, 3 июня 1956 года сыграл полный матч против второй сборной Португалии.